# Янка Атанасова
Янка Атанасова (на македонска литературна норма: Јанка Атанасова) е видна балерина от Социалистическа република Македония.

## Биография
Родена е на 19 декември 1935 година в Дебър, тогава Кралство Югославия, днес Северна Македония. Завършва Балетното училище в Скопие, където е в класа на Георги Македонски и Нина Кирсанова. При сформирането на първата балетна трупа в Македонската опера и балет към Македонския народен театър в Скопие, чийто първи балетен солист е видният хореограф, преподавател и балетист Георги Македонски, Атанасова е поканена за балерина в трупата. По това време и след това Янка Атанасова е сред балерините, които играят огромна роля в зараждането и развитието на балета в Северна Македония. Янка Атанасова остава в Македонския народен театър от 1950 до 1961 година.
В периода от 1961 до 1980 година е членка на Балета при Народния театър в Белград.
Янка Атанасова е балерина с добра класическа техника и отлична линия на движението. Сред по-известните ѝ роли са Одета („Лебедово езеро“), Царска хубавица („Жар-птица“) и други.
Умира в 1980 година в Скопие.